# Gemerská Ves
Gemerská Ves (maďarsky Gömörfalva) je obec v okrese Revúca na Slovensku.

## Historie
Obec vznikla v roce 1960 sloučením obcí Hrkáč (maďarsky Harkács) a Šankovce (maďarsky Sánkfalva). Do roku 1918 bylo území obce součástí Uherska. V důsledku první vídeňské arbitráže bylo v letech 1938 až 1944 součástí Maďarska. Při sčítání lidu v roce 2011 žilo v Gemerské Vsi 952 obyvatel, z toho 543 Maďarů, 256 Slováků a 102 Romů; 51 obyvatel nepodalo žádné informace.

## Pamětihodnosti
- Zámeček Draškovců v části Hrkáč, dvoupodlažní pozdně barokní stavba z roku 1768 na půdorysu písmene U. Stavba byla upravována v roce 1826, kdy byla doplněna boční křídla. Později se dostal do vlastnictví hraběte Spanyola, jehož potomci jej v roce 2007 znovu odkoupili. Zámeček je v současnosti ve stavu ruiny a chátrá. V interiéru se nacházejí místnosti s valenými klenbami, českými plackami a korýtkové klenby. Hlavní fasáda je sedmimosová, členěná kordonovou římsou. Okna jsou lemována dekorativními kazetami se štukaturami.[3]
- Klasicistní zámeček v Hrkáči, dvoupodlažní stavba z období kolem roku 1770. Fasáda nádvoří byla upravena v roce 1830. Objekt je ve špatném technickém stavu a chátrá. Interiéry jsou zaklenuty valenými a pruskými klenbami. Fasády jsou členěny lizénovými rámy. Osmiosému průčelí dominuje tříosý rizalit. Nad segmentově ukončenými okny se nacházejí dekorativní kazety s festony ve stylu luiséz.[4]
- Římskokatolický kostel Narození Panny Marie v Hrkáči, jednolodní pozdně baroková stavba z roku 1784 s pravoúhlým ukončením presbytáře a představenou věží. Interiér je zaklenut českou plackou. Zařízení kostela je v duchu neogotiky z přelomu 19. a 20. století. Fasády kostela jsou členěny segmentově ukončenými okny se šambránami a nadokenními kazetami. Věž je členěna kordonovou římsou a pilastry, ukončena je korunní římsou s terčíkem a barokní helmicí.[5]

## Galerie

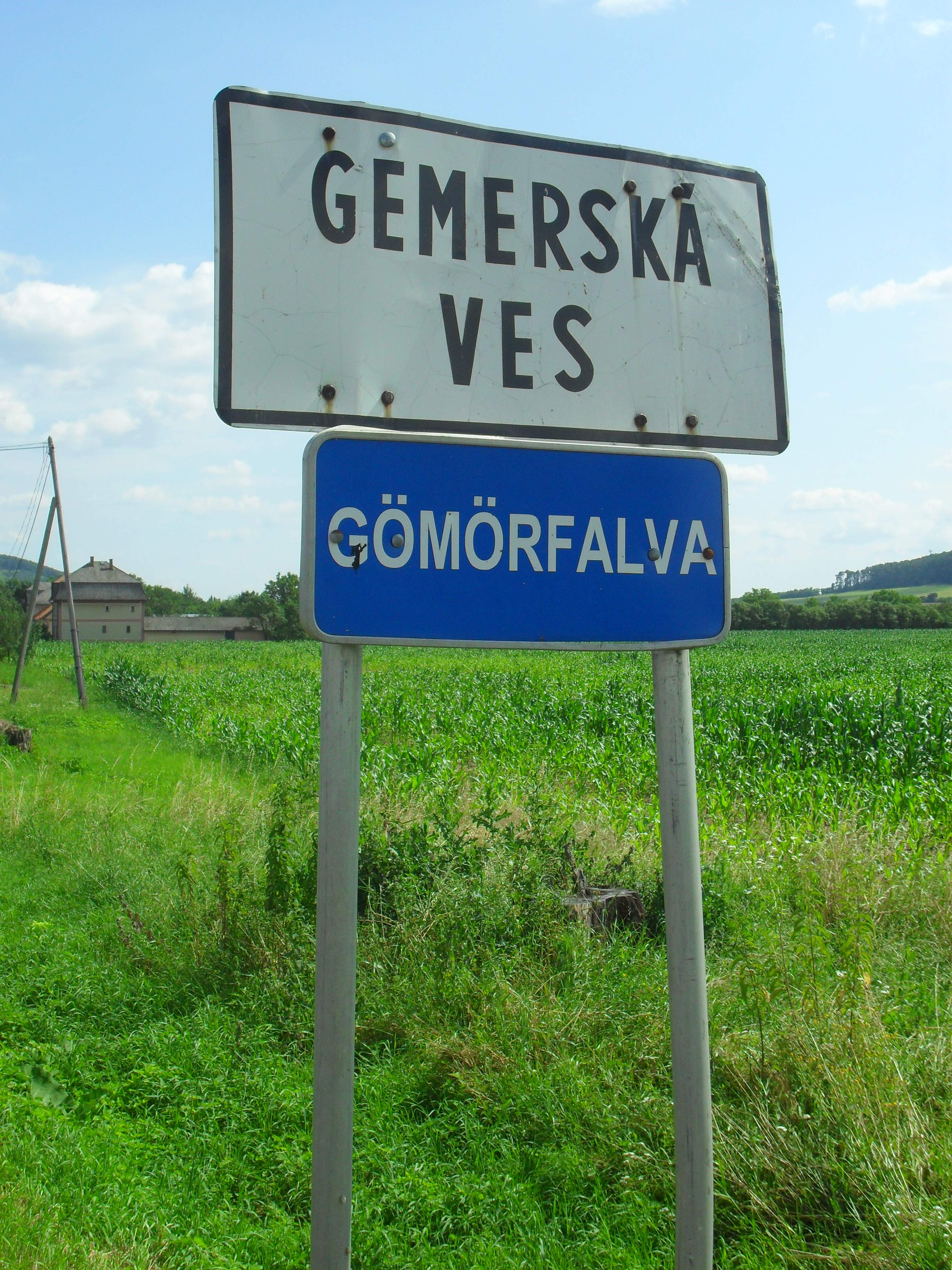
Dopravní značení označující začátek obce
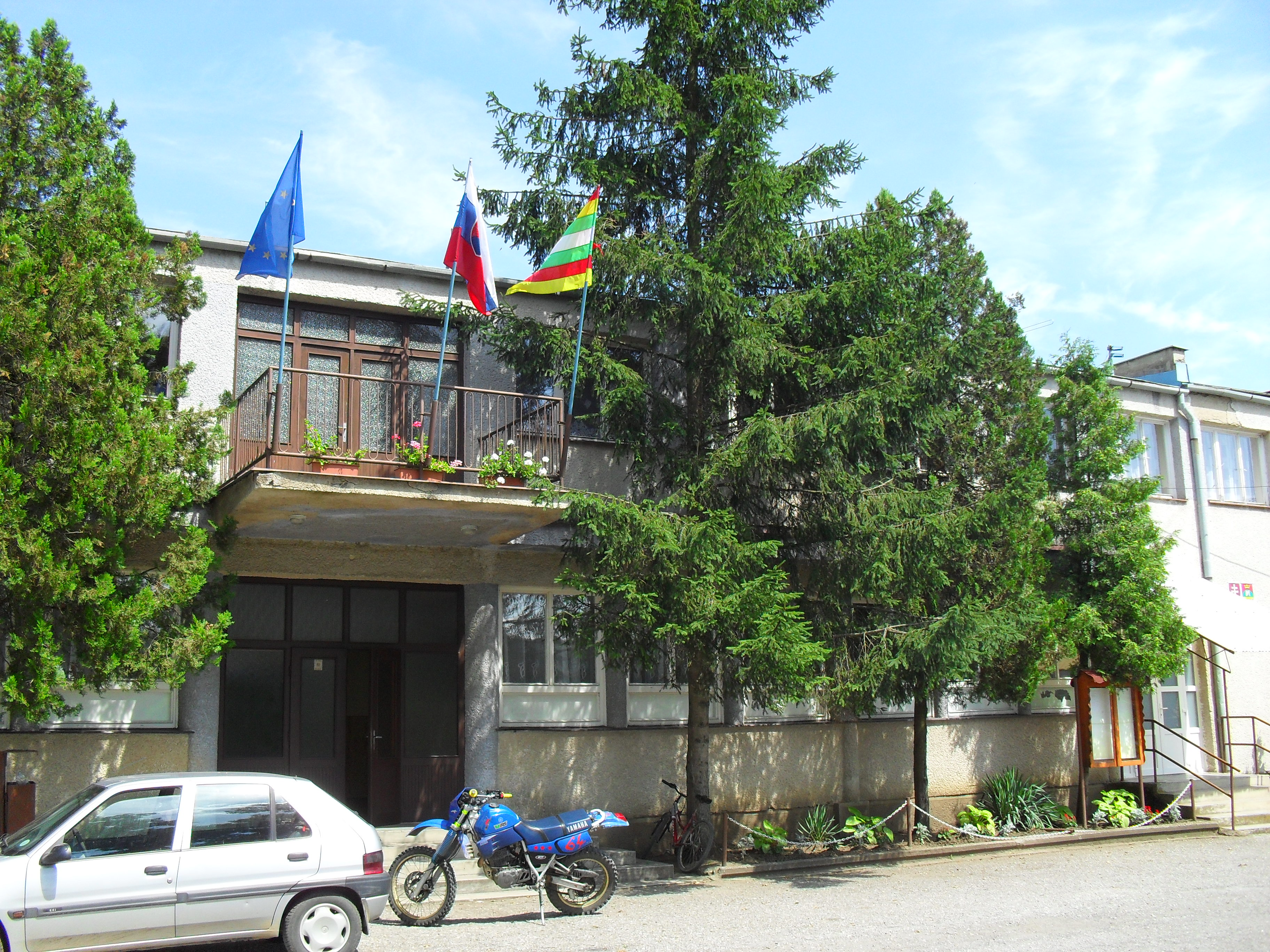
Obecní úřad
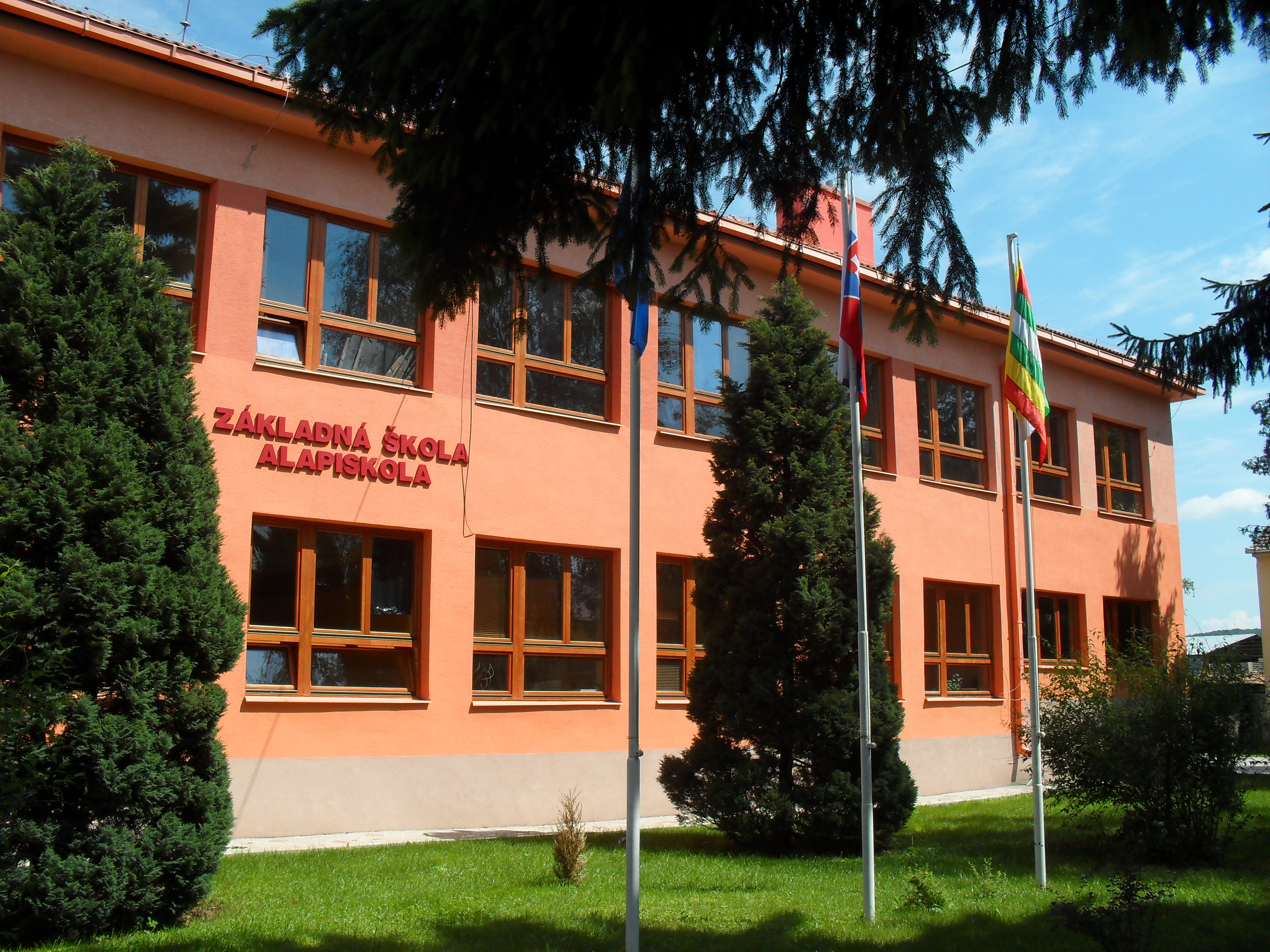
Základní škola